# راتشین (ناحیه ژدار ناد سازاوو)
راتشین (به چکی: Račín) یک منطقهٔ مسکونی در جمهوری چک است که در ناحیه ژدار ناد سازاووو واقع شده‌است. راتشین ۷٫۹۶ کیلومتر مربع مساحت و ۱۰۷ نفر جمعیت دارد و ۶۴۸ متر بالاتر از سطح دریا واقع شده‌است.